# Лінія 3 (Барселонський метрополітен)
Лінія 3 (кат. Línia 2 або línia verda) — третя лінія Барселонського метрополітену. Нині функціонують 26 станцій.

## Станції
- Зона-Універсітарія
- Палау-Реял
- Марія-Крістіна
- Лес-Кортс
- Пласа-дель-Сентре
- Сантс-Естасьйо
- Таррагона
- Еспанья
- Побле-Сек
- Параллел
- Драссанес
- Лісеу
- Каталунья
- Пассейж-де-Грасіа
- Діагонал
- Фонтана
- Лессепс
- Валькарка
- Пенітентс
- Вай-д'Еброн
- Монтбау
- Мундет
- Вайдаура
- Каньєльєс
- Рокетес
- Трінітат-Нова